# Kaplice
Kaplice település Csehországban, a Český Krumlov-i járásban. Kaplice Bujanov, Svatý Jan nad Malší, Soběnov, Střítež, Benešov nad Černou, Besednice, Dolní Dvořiště, Malonty, Netřebice és Omlenice településekkel határos. Lakosainak száma 7562 fő (2024. január 1.).

## Népesség
A település lakosságának változását az alábbi diagram mutatja:
| Lakosok száma | 3966 | 4004 | 4017 | 2952 | 5402 | 7125 | 7108 | 7164 | 6984 | 7562 |
|               | 1869 | 1890 | 1921 | 1950 | 1980 | 2001 | 2017 | 2019 | 2022 | 2024 |